# Danh sách hạm đội thuộc Hải quân Đế quốc Nhật Bản
Đây là danh sách các hạm đội của Hải quân Đế quốc Nhật Bản. Lực lượng này tồn tại từ năm 1868 đến năm 1945, khi nó được thay thế bởi Lực lượng phòng vệ biển Nhật Bản.

## Hạm đội cấp cao
Đây bao gồm các hạm đội nằm dưới sự chỉ huy trực tiếp của Bộ Hải quân, Bộ Tổng tham mưu Đế quốc Nhật Bản hoặc Bộ Tổng tham mưu Hải quân Đế quốc Nhật Bản.
- Hạm đội chinh phạt phía bắc (北伐艦隊 Hokubatsu Kantai?)

Ngày 9 tháng 3 năm 1869 => Ngày 27 tháng 7 năm 1870
- Hạm đội nhỏ (小艦隊 Shō-Kantai?)

Ngày 28 tháng 7 năm 1870 => Ngày 17 tháng 5 năm 1872
- Hạm đội hạng trung (中艦隊 Chū-Kantai?)

Ngày 18 tháng 5 năm 1872 => Ngày 25 tháng 10 năm 1875. 
- Được tách thành Hạm đội Đông và Hạm đội Tây vào ngày 28 tháng 10 năm 1875.

Ngày 5 tháng 9 năm 1876 => Ngày 28 tháng 12 năm 1885. 
- Được tái cơ cấu thành Hạm đội thường trực nhỏ.

- Hạm đội phương Đông (東部艦隊 Tōbu-Kantai?)

Ngày 28 tháng 10 năm 1875 => Ngày 4 tháng 9 năm 1876. 
- Được sáp nhập lại vào Hạm đội Trung vào ngày 5 tháng 9 năm 1876.

- Hạm đội phương Tây (西部艦隊 Seibu-Kantai?)

28 tháng 10 năm 1875 => 4 tháng 9 năm 1876. 
- Được sáp nhập lại vào Hạm đội Trung vào ngày 5 tháng 9 năm 1876

- Hạm đội Liên hợp (聯合艦隊 Rengō Kantai?)

Ngày 18 tháng 7 năm 1894 => Ngày 15 tháng 11 năm 1895
Ngày 28 tháng 12 năm 1903 => Ngày 20 tháng 12 năm 1905
Ngày 1 tháng 12 năm 1922 => Ngày 10 tháng 10 năm 1945
- Hạm đội khu vực Trung Hoa (支那方面艦隊 Shina Hōmen Kantai?)

Ngày 20 tháng 10 năm 1937 => Ngày 9 tháng 9 năm 1945
- Hải đội hộ tống hàng hải (海上護衛総隊 Kaijō Goei Sōtai?)

Ngày 15 tháng 11 năm 1943 => Ngày 10 tháng 10 năm 1945

## Hạm đội cấp trung
Đây bao gồm các hạm đội nằm dưới sự chỉ huy của các hạm đội cấp cao. Các hạm đội này cũng chỉ huy một hoặc nhiều hạm đội cấp thấp hơn.
- Hạm đội khu vực Tây Nam (南西方面艦隊 Nansei Hōmen Kantai?)

Ngày 10 tháng 4 năm 1942 => Ngày 3 tháng 9 năm 1945
- Hạm đội khu vực Đông Nam (南東方面艦隊 Nantō Hōmen Kantai?)

Ngày 20 tháng 12 năm 1942 => Ngày 6 tháng 9 năm 1945
- Hạm đội khu vực Đông Bắc (北東方面艦隊 Hokutō Hōmen Kantai?)

Ngày 5 tháng 8 năm 1943 => Ngày 5 tháng 12 năm 1944
- Hạm đội cơ động thứ nhất (第一機動艦隊 Dai-Ichi Kidō Kantai?)

Ngày 1 tháng 3 năm 1944 => Ngày 15 tháng 11 năm 1944
- Hạm đội khu vực Trung Thái Bình Dương (中部太平洋方面艦隊 Chūbu Taiheiyō Hōmen Kantai?)

Ngày 4 tháng 5 năm 1944 => Ngày 18 tháng 7 năm 1944
- Hạm đội khu vực thứ mười (第十方面艦隊 Dai-Jū Hōmen Kantai?)

Ngày 5 tháng 2 năm 1945 => Ngày 12 tháng 9 năm 1945

## Hạm đội cấp thấp
Đây bao gồm các hạm đội mà không nắm quyền chỉ huy bất kỳ hạm đội dưới chúng.
- Hạm đội nhỏ thường trực (常備小艦隊 Jōbi Shō-Kantai?)

Ngày 28 tháng 12 năm 1885 => Ngày 29 tháng 7 năm 1889, được tái cơ cấu thành Hạm đội thường trực.
- Hạm đội thường trực (常備艦隊 Jōbi Kantai?)

Ngày 29 tháng 7 năm 1889 => Ngày 28 tháng 12 năm 1903, được tái cơ cấu thành Hạm đội 1 và Hạm đội 2.
- Hạm đội cảnh bị (警備艦隊 Keibi Kantai?)

Ngày 13 tháng 7 năm 1894 => Ngày 19 tháng 7 năm 1894, được tái cơ cấu thành Hạm đội Tây Hải.
- Hạm đội Tây Hải (西海艦隊 Saikai Kantai?)

Ngày 19 tháng 7 năm 1894 => Ngày 15 tháng 11 năm 1895
- Hạm đội 1 (第一艦隊 Dai-Ichi Kantai?)

Ngày 28 tháng 12 năm 1903 => Ngày 25 tháng 2 năm 1944
- Hạm đội 2 (第二艦隊 Dai-Ni Kantai?)

Ngày 28 tháng 12 năm 1903 => Ngày 20 tháng 4 năm 1945
- Hạm đội 3 (第三艦隊 Dai-San Kantai?)

Ngày 28 tháng 12 năm 1903 => Ngày 20 tháng 12 năm 1905
Ngày 24 tháng 12 năm 1908 => Ngày 24 tháng 12 năm 1915, được tái cơ cấu từ Hạm đội Nam Thanh.
Ngày 25 tháng 12 năm 1915 => Ngày 1 tháng 12 năm 1922
Ngày 2 tháng 2 năm 1932 => Ngày 14 tháng 11 năm 1939, được tái cơ cấu thành Hạm đội Viễn trinh Trung Hoa 1 vào ngày 15 tháng 11 năm 1939.
Ngày 10 tháng 4 năm 1941 => Ngày 9 tháng 3 năm 1942, đổi tên thành Hạm đội Viễn chinh phương nam 2 vào ngày 10 tháng 3 năm 1942.
Ngày 14 tháng 7 năm 1942 => Ngày 15 tháng 12 năm 1944, được tái cơ cấu từ Hàng không hạm đội 1.
- Hạm đội 4 (第四艦隊 Dai-Yon Kantai?)

Ngày 14 tháng 6 năm 1905 => Ngày 20 tháng 12 năm 1905
Ngày 20 tháng 10 năm 1937 => Ngày 15 tháng 11 năm 1939, được tái cơ cấu thành Hạm đội Viễn trinh Trung Hoa 3 vào ngày 15 tháng 11 năm 1939.
Ngày 15 tháng 11 năm 1939 => Ngày 15 tháng 9 năm 1945
- Hạm đội 5 (第五艦隊 Dai-Go Kantai?)

Ngày 1 tháng 2 năm 1938 => 14 tháng 11 năm 1939, được tái cơ cấu thành Hạm đội Viễn trinh Trung Hoa 2 vào ngày 15 tháng 11 năm 1939.
Ngày 25 tháng 7 năm 1941 => Ngày 5 tháng 2 năm 1945
- Hạm đội 6 (第六艦隊 Dai-Roku Kantai?)

Ngày 15 tháng 11 năm 1940 => Ngày 15 tháng 9 năm 1945
- Hạm đội 7 (第七艦隊 Dai-Nana Kantai?)

Ngày 15 tháng 4 năm 1945 => Ngày 15 tháng 9 năm 1945
- Hạm đội 8 (第八艦隊 Dai-Hachi Kantai?)

Ngày 14 tháng 7 năm 1942 => Ngày 8 tháng 9 năm 1945
- Hạm đội 9 (第九艦隊 Dai-Kyū Kantai?)

Ngày 15 tháng 11 năm 1943 => Ngày 10 tháng 7 năm 1944
- Hàng không hạm đội 1 (第一航空艦隊 Dai-Ichi Kōkū Kantai?)

Ngày 10 tháng 4 năm 1941 => Ngày 14 tháng 7 năm 1942 (Hạm đội tàu sân bay)
Ngày 1 tháng 7 năm 1943 => Ngày 15 tháng 6 năm 1945, được tái lập thành hạm đội không quân trên bộ.
- Hàng không hạm đội 2 (第二航空艦隊 Dai-Ni Kōkū Kantai?)

Ngày 15 tháng 6 năm 1944 => Ngày 8 tháng 1 năm 1945, hạm đội không quân trên bộ.
- Hàng không hạm đội 3 (第三航空艦隊 Dai-San Kōkū Kantai?)

Ngày 10 tháng 7 năm 1944 => Ngày 15 tháng 10 năm 1945, hạm đội không quân trên bộ.
- Hàng không hạm đội 5 (第五航空艦隊 Dai-Go Kōkū Kantai?)

Ngày 10 tháng 2 năm 1945 => Ngày 10 tháng 10 năm 1945, hạm đội không quân trên bộ.
- Hàng không hạm đội 10 (第十航空艦隊 Dai-Jū Kōkū Kantai?)

Ngày 1 tháng 3 năm 1945 => Ngày 10 tháng 10 năm 1945, hạm đội không quân trên bộ.
- Hàng không hạm đội 11 (第十一航空艦隊 Dai-Jūichi Kōkū Kantai?)

Ngày 15 tháng 1 năm 1941 => Ngày 6 tháng 9 năm 1945, hạm đội không quân trên bộ.
- Hàng không hạm đội 12 (第十二航空艦隊 Dai-Jūni Kōkū Kantai?)

Ngày 18 tháng 5 năm 1943 => Ngày 30 tháng 11 năm 1945, hạm đội không quân trên bộ.
- Hàng không hạm đội 13 (第十三航空艦隊 Dai-Jūsan Kōkū Kantai?)

Ngày 20 tháng 9 năm 1943 => Ngày 12 tháng 9 năm 1945, hạm đội không quân trên bộ.
- Hàng không hạm đội 14 (第十四航空艦隊 Dai-Jūyon Kōkū Kantai?)

Ngày 4 tháng 3 năm 1943 => Ngày 18 tháng 7 năm 1944, hạm đội không quân trên bộ.
- Hạm đội Nam Thanh (南清艦隊 Nanshin Kantai?)

Ngày 20 tháng 12 năm 1905 => Ngày 23 tháng 12 năm 1908, được tái cơ cấu thành Hạm đội 3 vào ngày 24 tháng 12 năm 1908.
- Hạm đội viễn trinh Trung Hoa (遣支艦隊 Kenshi Kantai?)

Ngày 10 tháng 8 năm 1918 => Ngày 8 tháng 8 năm 1919, được tái cơ cấu từ Chiến đội 7 vào ngày 10 tháng 8 năm 1918, được tái cơ cấu thành Hạm đội Viễn chinh 1 vào ngày 9 tháng 8 năm 1919.
- Hạm đội viễn trinh 1 (第一遣外艦隊 Dai-Ichi Kengai Kantai?)

Ngày 9 tháng 8 năm 1919 => 19 tháng 5 năm 1933, được tái cơ cấu từ Hạm đội Viễn chinh Trung Hoa vào ngày 9 tháng 8 năm 1919, được tái cơ cấu thành Chiến đội 11 vào ngày 20 tháng 5 năm 1933.
- Hạm đội viễn trinh 2 (第二遣外艦隊 Dai-Ni Kengai Kantai?)

Ngày 7 tháng 2 năm 1917 => Ngày 30 tháng 11 năm 1918, được đổi tên từ Hạm đội Đặc nhiệm thứ nhất vào ngày 1 tháng 12 năm 1918.
Ngày 16 tháng 5 năm 1927 => Ngày 20 tháng 4 năm 1933
- Hạm đội viễn trinh Trung Hoa 1 (第一遣支艦隊 Dai-Ichi Kenshi Kantai?)

Ngày 15 tháng 11 năm 1939 => Ngày 19 tháng 8 năm 1943, đổi tên từ Hạm đội 3 vào ngày 15 tháng 11 năm 1939, tái cơ cấu thành Lực lượng Căn cứ Khu vực sông Dương Tử vào ngày 20 tháng 8 năm 1943.
- Hạm đội viễn trinh Trung Hoa 2 (第二遣支艦隊 Dai-Ni Kenshi Kantai?)

Ngày 15 tháng 11 năm 1939 => Ngày 9 tháng 9 năm 1945, đổi tên từ Hạm đội 5 vào ngày 15 tháng 11 năm 1939.
- Hạm đội viễn trinh Trung Hoa 3 (第三遣支艦隊 Dai-San Kenshi Kantai?)

Ngày 15 tháng 11 năm 1939 => Ngày 9 tháng 4 năm 1942, được đổi tên từ Hạm đội 4 vào ngày 15 tháng 11 năm 1939, tái cơ cấu thành Lực lượng Đặc nhiệm Khu vực Thanh Đảo vào ngày 10 tháng 4 năm 1942.
- Hạm đội viễn trinh phương nam (南遣艦隊 Nanken Kantai?)

Ngày 31 tháng 7 năm 1941 => Ngày 2 tháng 1 năm 1942, đổi tên thành Hạm đội Viễn chinh phương nam 1 vào ngày 3 tháng 1 năm 1942.
- Hạm đội viễn trinh phương nam 1 (第一南遣艦隊 Dai-Ichi Nanken Kantai?)

Ngày 3 tháng 1 năm 1942 => 12 tháng 9 năm 1945, được đổi tên từ Hạm đội Viễn chinh phương nam.
- Hạm đội viễn trinh phương nam 2 (第二南遣艦隊 Dai-Ni Nanken Kantai?)

Ngày 10 tháng 3 năm 1942 => Ngày 3 tháng 9 năm 1945, đổi tên từ Hạm đội 3.
- Hạm đội viễn trinh phương nam 3 (第三南遣艦隊 Dai-San Nanken Kantai?)

Ngày 3 tháng 1 năm 1942 => Ngày 3 tháng 9 năm 1945
- Hạm đội viễn trinh phương nam 4 (第四南遣艦隊 Dai-Yon Nanken Kantai?)

Ngày 30 tháng 11 năm 1943 => Ngày 10 tháng 3 năm 1945
- Hạm đội hộ tống 1 (第一護衛艦隊 Dai-Ichi Goei Kantai?)

Ngày 10 tháng 12 năm 1944 => Ngày 25 tháng 8 năm 1945, được tái cơ cấu từ Hải đội hộ tống số 1.

## Hạm đội tạm thời
- Hạm đội đặc nhiệm (特務艦隊 Tokumu Kantai?)

Ngày 31 tháng 1 năm 1905 => Ngày 4 tháng 11 năm 1905, hạm đội tàu buôn tuần dương trang bị vũ khí trong Chiến tranh Nga-Nhật.
- Hạm đội huấn luyện (練習艦隊 Renshū Kantai?)

20 tháng 12 năm 1905 => 20 tháng 9 năm 1940, được thành lập và giải thể hàng năm.
- Hạm đội tiếp đón (接伴艦隊 Seppan Kantai?)

Ngày 6 tháng 10 năm 1908 => 25 tháng 10 năm 1908, được thành lập để tiếp đón Hạm đội Great White của Hoa Kỳ.
- Hạm đội viễn chinh Anh Quốc (遣英艦隊 Ken'ei Kantai?)

Ngày 1 tháng 4 năm 1911 => Ngày 12 tháng 11 năm 1911, được thành lập cho Lễ duyệt binh Hạm đội Đăng Quang nhân dịp đăng quang vua George V của Anh.
- Hạm đội đặc nhiệm thứ nhất (第一特務艦隊 Dai-Ichi Tokumu Kantai?)

Ngày 7 tháng 2 năm 1917 => Ngày 30 tháng 11 năm 1919, hạm đội chống tàu ngầm điều qua châu Âu trong Thế chiến I, đổi tên thành Hạm đội Viễn chinh 2 vào ngày 1 tháng 12 năm 1919.
- Hạm đội đặc nhiệm thứ hai (第二特務艦隊 Dai-Ni Tokumu Kantai?)

Ngày 7 tháng 2 năm 1917 => Ngày 20 tháng 7 năm 1919, hạm đội chống tàu ngầm điều qua châu Âu trong Thế chiến I.
- Hạm đội đặc nhiệm thứ ba (第三特務艦隊 Dai-San Tokumu Kantai?)

Ngày 13 tháng 4 năm 1917 => Ngày 12 tháng 12 năm 1917,  hạm đội chống tàu ngầm điều qua châu Âu trong Thế chiến I, được đổi tên từ Chiến đội 4 vào ngày 13 tháng 4 năm 1917.

## Cơ cấu tổ chức của các hạm đội thuộc Hải quân Đế quốc Nhật Bản
Các sơ đồ này chỉ bao gồm các hạm đội, bỏ qua các vùng hải quân, các quận cảnh bị, các chiến đội, đội tàu, tiểu đội, biệt đội và các thành phần nhỏ khác khác.
- Ngày 9 tháng 3 năm 1869 (Chiến tranh Boshin)

| Bộ chiến tranh | Bộ chiến tranh | Bộ chiến tranh | Bộ chiến tranh | Bộ chiến tranh | Bộ chiến tranh |  |  | Bắc phạt hạm đội | Bắc phạt hạm đội | Bắc phạt hạm đội | Bắc phạt hạm đội | Bắc phạt hạm đội | Bắc phạt hạm đội |
| Bộ chiến tranh | Bộ chiến tranh | Bộ chiến tranh | Bộ chiến tranh | Bộ chiến tranh | Bộ chiến tranh |  |  | Bắc phạt hạm đội | Bắc phạt hạm đội | Bắc phạt hạm đội | Bắc phạt hạm đội | Bắc phạt hạm đội | Bắc phạt hạm đội |

- Ngày 28 tháng 7 năm 1870

| Bộ chiến tranh | Bộ chiến tranh | Bộ chiến tranh | Bộ chiến tranh | Bộ chiến tranh | Bộ chiến tranh |  |  | Hạm đội nhỏ (đóng tại Cảng Yokohama) | Hạm đội nhỏ (đóng tại Cảng Yokohama) | Hạm đội nhỏ (đóng tại Cảng Yokohama) | Hạm đội nhỏ (đóng tại Cảng Yokohama) | Hạm đội nhỏ (đóng tại Cảng Yokohama) | Hạm đội nhỏ (đóng tại Cảng Yokohama) |
| Bộ chiến tranh | Bộ chiến tranh | Bộ chiến tranh | Bộ chiến tranh | Bộ chiến tranh | Bộ chiến tranh |  |  | Hạm đội nhỏ (đóng tại Cảng Yokohama) | Hạm đội nhỏ (đóng tại Cảng Yokohama) | Hạm đội nhỏ (đóng tại Cảng Yokohama) | Hạm đội nhỏ (đóng tại Cảng Yokohama) | Hạm đội nhỏ (đóng tại Cảng Yokohama) | Hạm đội nhỏ (đóng tại Cảng Yokohama) |
|                |                |                |                |                |                |  |  | Hạm đội nhỏ (đóng tại Cảng Hyōgo)    |                                      |                                      |                                      |                                      |                                      |
|                |                |                |                |                |                |  |  |                                      |                                      |                                      |                                      |                                      |                                      |
|                |                |                |                |                |                |  |  | Hạm đội nhỏ (đóng tại Cảng Nagasaki) |                                      |                                      |                                      |                                      |                                      |
|                |                |                |                |                |                |  |  |                                      |                                      |                                      |                                      |                                      |                                      |

- Ngày 18 tháng 5 năm 1872

| Cục hải quân | Cục hải quân | Cục hải quân | Cục hải quân | Cục hải quân | Cục hải quân |  |  | Hạm đội hạng trung | Hạm đội hạng trung | Hạm đội hạng trung | Hạm đội hạng trung | Hạm đội hạng trung | Hạm đội hạng trung |
| Cục hải quân | Cục hải quân | Cục hải quân | Cục hải quân | Cục hải quân | Cục hải quân |  |  | Hạm đội hạng trung | Hạm đội hạng trung | Hạm đội hạng trung | Hạm đội hạng trung | Hạm đội hạng trung | Hạm đội hạng trung |

- Ngày 28 tháng 10 năm 1875

| Cục hải quân | Cục hải quân | Cục hải quân | Cục hải quân | Cục hải quân | Cục hải quân |  |  | Hạm đội phương Đông | Hạm đội phương Đông | Hạm đội phương Đông | Hạm đội phương Đông | Hạm đội phương Đông | Hạm đội phương Đông |
| Cục hải quân | Cục hải quân | Cục hải quân | Cục hải quân | Cục hải quân | Cục hải quân |  |  | Hạm đội phương Đông | Hạm đội phương Đông | Hạm đội phương Đông | Hạm đội phương Đông | Hạm đội phương Đông | Hạm đội phương Đông |
|              |              |              |              |              |              |  |  | Hạm đội phương Tây  |                     |                     |                     |                     |                     |
|              |              |              |              |              |              |  |  |                     |                     |                     |                     |                     |                     |

- Ngày 28 tháng 1 năm 1877 (Cuộc nổi loạn Satsuma)

| Cục hải quân | Cục hải quân | Cục hải quân | Cục hải quân | Cục hải quân | Cục hải quân |  |  | Vùng hải quân đông hải | Vùng hải quân đông hải | Vùng hải quân đông hải | Vùng hải quân đông hải | Vùng hải quân đông hải | Vùng hải quân đông hải |  |  | Hạm đội hạng trung | Hạm đội hạng trung | Hạm đội hạng trung | Hạm đội hạng trung | Hạm đội hạng trung | Hạm đội hạng trung |
| Cục hải quân | Cục hải quân | Cục hải quân | Cục hải quân | Cục hải quân | Cục hải quân |  |  | Vùng hải quân đông hải | Vùng hải quân đông hải | Vùng hải quân đông hải | Vùng hải quân đông hải | Vùng hải quân đông hải | Vùng hải quân đông hải |  |  | Hạm đội hạng trung | Hạm đội hạng trung | Hạm đội hạng trung | Hạm đội hạng trung | Hạm đội hạng trung | Hạm đội hạng trung |

- Ngày 28 tháng 12 năm 1885

| Cục hải quân | Cục hải quân | Cục hải quân | Cục hải quân | Cục hải quân | Cục hải quân |  |  | Hạm đội nhỏ thường trực | Hạm đội nhỏ thường trực | Hạm đội nhỏ thường trực | Hạm đội nhỏ thường trực | Hạm đội nhỏ thường trực | Hạm đội nhỏ thường trực |
| Cục hải quân | Cục hải quân | Cục hải quân | Cục hải quân | Cục hải quân | Cục hải quân |  |  | Hạm đội nhỏ thường trực | Hạm đội nhỏ thường trực | Hạm đội nhỏ thường trực | Hạm đội nhỏ thường trực | Hạm đội nhỏ thường trực | Hạm đội nhỏ thường trực |

- Ngày 29 tháng 7 năm 1889

| Cục hải quân | Cục hải quân | Cục hải quân | Cục hải quân | Cục hải quân | Cục hải quân |  |  | Hạm đội thường trực | Hạm đội thường trực | Hạm đội thường trực | Hạm đội thường trực | Hạm đội thường trực | Hạm đội thường trực |
| Cục hải quân | Cục hải quân | Cục hải quân | Cục hải quân | Cục hải quân | Cục hải quân |  |  | Hạm đội thường trực | Hạm đội thường trực | Hạm đội thường trực | Hạm đội thường trực | Hạm đội thường trực | Hạm đội thường trực |

- Ngày 29 tháng 7 năm 1894 (Chiến tranh Thanh-Nhật)

| Bộ Tổng tham mưu Hải quân Đế quốc Nhật Bản | Bộ Tổng tham mưu Hải quân Đế quốc Nhật Bản | Bộ Tổng tham mưu Hải quân Đế quốc Nhật Bản | Bộ Tổng tham mưu Hải quân Đế quốc Nhật Bản | Bộ Tổng tham mưu Hải quân Đế quốc Nhật Bản | Bộ Tổng tham mưu Hải quân Đế quốc Nhật Bản |  |  | Hạm đội Liên hợp | Hạm đội Liên hợp | Hạm đội Liên hợp | Hạm đội Liên hợp | Hạm đội Liên hợp | Hạm đội Liên hợp |  |  | Hạm đội thường trực | Hạm đội thường trực | Hạm đội thường trực | Hạm đội thường trực | Hạm đội thường trực | Hạm đội thường trực |
| Bộ Tổng tham mưu Hải quân Đế quốc Nhật Bản | Bộ Tổng tham mưu Hải quân Đế quốc Nhật Bản | Bộ Tổng tham mưu Hải quân Đế quốc Nhật Bản | Bộ Tổng tham mưu Hải quân Đế quốc Nhật Bản | Bộ Tổng tham mưu Hải quân Đế quốc Nhật Bản | Bộ Tổng tham mưu Hải quân Đế quốc Nhật Bản |  |  | Hạm đội Liên hợp | Hạm đội Liên hợp | Hạm đội Liên hợp | Hạm đội Liên hợp | Hạm đội Liên hợp | Hạm đội Liên hợp |  |  | Hạm đội thường trực | Hạm đội thường trực | Hạm đội thường trực | Hạm đội thường trực | Hạm đội thường trực | Hạm đội thường trực |
|                                            |                                            |                                            |                                            |                                            |                                            |  |  |                  |                  |                  |                  |                  |                  |  |  | Hạm đội Tây Hải     |                     |                     |                     |                     |                     |
|                                            |                                            |                                            |                                            |                                            |                                            |  |  |                  |                  |                  |                  |                  |                  |  |  |                     |                     |                     |                     |                     |                     |

- Ngày 6 tháng 2 năm 1905 (Trận Tsushima, Chiến tranh Nga-Nhật)

| Bộ Tổng tham mưu Hải quân Đế quốc Nhật Bản | Bộ Tổng tham mưu Hải quân Đế quốc Nhật Bản | Bộ Tổng tham mưu Hải quân Đế quốc Nhật Bản | Bộ Tổng tham mưu Hải quân Đế quốc Nhật Bản | Bộ Tổng tham mưu Hải quân Đế quốc Nhật Bản | Bộ Tổng tham mưu Hải quân Đế quốc Nhật Bản |  |  | Hạm đội Liên hợp  | Hạm đội Liên hợp  | Hạm đội Liên hợp  | Hạm đội Liên hợp  | Hạm đội Liên hợp  | Hạm đội Liên hợp  |  |  | Hạm đội 1 | Hạm đội 1 | Hạm đội 1 | Hạm đội 1 | Hạm đội 1 | Hạm đội 1 |
| Bộ Tổng tham mưu Hải quân Đế quốc Nhật Bản | Bộ Tổng tham mưu Hải quân Đế quốc Nhật Bản | Bộ Tổng tham mưu Hải quân Đế quốc Nhật Bản | Bộ Tổng tham mưu Hải quân Đế quốc Nhật Bản | Bộ Tổng tham mưu Hải quân Đế quốc Nhật Bản | Bộ Tổng tham mưu Hải quân Đế quốc Nhật Bản |  |  | Hạm đội Liên hợp  | Hạm đội Liên hợp  | Hạm đội Liên hợp  | Hạm đội Liên hợp  | Hạm đội Liên hợp  | Hạm đội Liên hợp  |  |  | Hạm đội 1 | Hạm đội 1 | Hạm đội 1 | Hạm đội 1 | Hạm đội 1 | Hạm đội 1 |
|                                            |                                            |                                            |                                            |                                            |                                            |  |  |                   |                   |                   |                   |                   |                   |  |  | Hạm đội 2 |           |           |           |           |           |
|                                            |                                            |                                            |                                            |                                            |                                            |  |  |                   |                   |                   |                   |                   |                   |  |  |           |           |           |           |           |           |
|                                            |                                            |                                            |                                            |                                            |                                            |  |  |                   |                   |                   |                   |                   |                   |  |  | Hạm đội 3 |           |           |           |           |           |
|                                            |                                            |                                            |                                            |                                            |                                            |  |  |                   |                   |                   |                   |                   |                   |  |  |           |           |           |           |           |           |
| Bộ Tổng tham mưu Đế quốc Nhật Bản          | Bộ Tổng tham mưu Đế quốc Nhật Bản          | Bộ Tổng tham mưu Đế quốc Nhật Bản          | Bộ Tổng tham mưu Đế quốc Nhật Bản          | Bộ Tổng tham mưu Đế quốc Nhật Bản          | Bộ Tổng tham mưu Đế quốc Nhật Bản          |  |  | Hạm đội đặc nhiệm | Hạm đội đặc nhiệm | Hạm đội đặc nhiệm | Hạm đội đặc nhiệm | Hạm đội đặc nhiệm | Hạm đội đặc nhiệm |  |  |           |           |           |           |           |           |
| Bộ Tổng tham mưu Đế quốc Nhật Bản          | Bộ Tổng tham mưu Đế quốc Nhật Bản          | Bộ Tổng tham mưu Đế quốc Nhật Bản          | Bộ Tổng tham mưu Đế quốc Nhật Bản          | Bộ Tổng tham mưu Đế quốc Nhật Bản          | Bộ Tổng tham mưu Đế quốc Nhật Bản          |  |  | Hạm đội đặc nhiệm | Hạm đội đặc nhiệm | Hạm đội đặc nhiệm | Hạm đội đặc nhiệm | Hạm đội đặc nhiệm | Hạm đội đặc nhiệm |  |  |           |           |           |           |           |           |

- Ngày 13 tháng 4 năm 1917 (Thế chiến thứ nhất)

| Bộ Tổng tham mưu Hải quân Đế quốc Nhật Bản | Bộ Tổng tham mưu Hải quân Đế quốc Nhật Bản | Bộ Tổng tham mưu Hải quân Đế quốc Nhật Bản | Bộ Tổng tham mưu Hải quân Đế quốc Nhật Bản | Bộ Tổng tham mưu Hải quân Đế quốc Nhật Bản | Bộ Tổng tham mưu Hải quân Đế quốc Nhật Bản |  |  |  |  | Hạm đội 1                  | Hạm đội 1                  | Hạm đội 1                  | Hạm đội 1                  | Hạm đội 1                  | Hạm đội 1                  |  |  |
| Bộ Tổng tham mưu Hải quân Đế quốc Nhật Bản | Bộ Tổng tham mưu Hải quân Đế quốc Nhật Bản | Bộ Tổng tham mưu Hải quân Đế quốc Nhật Bản | Bộ Tổng tham mưu Hải quân Đế quốc Nhật Bản | Bộ Tổng tham mưu Hải quân Đế quốc Nhật Bản | Bộ Tổng tham mưu Hải quân Đế quốc Nhật Bản |  |  |  |  | Hạm đội 1                  | Hạm đội 1                  | Hạm đội 1                  | Hạm đội 1                  | Hạm đội 1                  | Hạm đội 1                  |  |  |
|                                            |                                            |                                            |                                            |                                            |                                            |  |  |  |  | Hạm đội 2                  |                            |                            |                            |                            |                            |  |  |
|                                            |                                            |                                            |                                            |                                            |                                            |  |  |  |  |                            |                            |                            |                            |                            |                            |  |  |
|                                            |                                            |                                            |                                            |                                            |                                            |  |  |  |  | Hạm đội 3                  |                            |                            |                            |                            |                            |  |  |
|                                            |                                            |                                            |                                            |                                            |                                            |  |  |  |  |                            |                            |                            |                            |                            |                            |  |  |
| Bộ chỉ huy phe Liên Minh                   | Bộ chỉ huy phe Liên Minh                   | Bộ chỉ huy phe Liên Minh                   | Bộ chỉ huy phe Liên Minh                   | Bộ chỉ huy phe Liên Minh                   | Bộ chỉ huy phe Liên Minh                   |  |  |  |  | Hạm đội đặc nhiệm thứ nhất | Hạm đội đặc nhiệm thứ nhất | Hạm đội đặc nhiệm thứ nhất | Hạm đội đặc nhiệm thứ nhất | Hạm đội đặc nhiệm thứ nhất | Hạm đội đặc nhiệm thứ nhất |  |  |
| Bộ chỉ huy phe Liên Minh                   | Bộ chỉ huy phe Liên Minh                   | Bộ chỉ huy phe Liên Minh                   | Bộ chỉ huy phe Liên Minh                   | Bộ chỉ huy phe Liên Minh                   | Bộ chỉ huy phe Liên Minh                   |  |  |  |  | Hạm đội đặc nhiệm thứ nhất | Hạm đội đặc nhiệm thứ nhất | Hạm đội đặc nhiệm thứ nhất | Hạm đội đặc nhiệm thứ nhất | Hạm đội đặc nhiệm thứ nhất | Hạm đội đặc nhiệm thứ nhất |  |  |
|                                            |                                            |                                            |                                            |                                            |                                            |  |  |  |  | Hạm đội đặc nhiệm thứ hai  |                            |                            |                            |                            |                            |  |  |
|                                            |                                            |                                            |                                            |                                            |                                            |  |  |  |  |                            |                            |                            |                            |                            |                            |  |  |
|                                            |                                            |                                            |                                            |                                            |                                            |  |  |  |  | Hạm đội đặc nhiệm thứ ba   |                            |                            |                            |                            |                            |  |  |
|                                            |                                            |                                            |                                            |                                            |                                            |  |  |  |  |                            |                            |                            |                            |                            |                            |  |  |

- Ngày 10 tháng 10 năm 1937 (Chiến tranh Trung-Nhật lần thứ hai)

| Bộ Tổng tham mưu Hải quân Đế quốc Nhật Bản | Bộ Tổng tham mưu Hải quân Đế quốc Nhật Bản | Bộ Tổng tham mưu Hải quân Đế quốc Nhật Bản | Bộ Tổng tham mưu Hải quân Đế quốc Nhật Bản | Bộ Tổng tham mưu Hải quân Đế quốc Nhật Bản | Bộ Tổng tham mưu Hải quân Đế quốc Nhật Bản |  |  | Hạm đội Liên hợp          | Hạm đội Liên hợp          | Hạm đội Liên hợp          | Hạm đội Liên hợp          | Hạm đội Liên hợp          | Hạm đội Liên hợp          |  |  | Hạm đội 1 | Hạm đội 1 | Hạm đội 1 | Hạm đội 1 | Hạm đội 1 | Hạm đội 1 |
| Bộ Tổng tham mưu Hải quân Đế quốc Nhật Bản | Bộ Tổng tham mưu Hải quân Đế quốc Nhật Bản | Bộ Tổng tham mưu Hải quân Đế quốc Nhật Bản | Bộ Tổng tham mưu Hải quân Đế quốc Nhật Bản | Bộ Tổng tham mưu Hải quân Đế quốc Nhật Bản | Bộ Tổng tham mưu Hải quân Đế quốc Nhật Bản |  |  | Hạm đội Liên hợp          | Hạm đội Liên hợp          | Hạm đội Liên hợp          | Hạm đội Liên hợp          | Hạm đội Liên hợp          | Hạm đội Liên hợp          |  |  | Hạm đội 1 | Hạm đội 1 | Hạm đội 1 | Hạm đội 1 | Hạm đội 1 | Hạm đội 1 |
|                                            |                                            |                                            |                                            |                                            |                                            |  |  |                           |                           |                           |                           |                           |                           |  |  | Hạm đội 2 |           |           |           |           |           |
|                                            |                                            |                                            |                                            |                                            |                                            |  |  |                           |                           |                           |                           |                           |                           |  |  |           |           |           |           |           |           |
| Bộ Tổng tham mưu Đế quốc Nhật Bản          | Bộ Tổng tham mưu Đế quốc Nhật Bản          | Bộ Tổng tham mưu Đế quốc Nhật Bản          | Bộ Tổng tham mưu Đế quốc Nhật Bản          | Bộ Tổng tham mưu Đế quốc Nhật Bản          | Bộ Tổng tham mưu Đế quốc Nhật Bản          |  |  | Hạm đội khu vực Trung Hoa | Hạm đội khu vực Trung Hoa | Hạm đội khu vực Trung Hoa | Hạm đội khu vực Trung Hoa | Hạm đội khu vực Trung Hoa | Hạm đội khu vực Trung Hoa |  |  | Hạm đội 3 | Hạm đội 3 | Hạm đội 3 | Hạm đội 3 | Hạm đội 3 | Hạm đội 3 |
| Bộ Tổng tham mưu Đế quốc Nhật Bản          | Bộ Tổng tham mưu Đế quốc Nhật Bản          | Bộ Tổng tham mưu Đế quốc Nhật Bản          | Bộ Tổng tham mưu Đế quốc Nhật Bản          | Bộ Tổng tham mưu Đế quốc Nhật Bản          | Bộ Tổng tham mưu Đế quốc Nhật Bản          |  |  | Hạm đội khu vực Trung Hoa | Hạm đội khu vực Trung Hoa | Hạm đội khu vực Trung Hoa | Hạm đội khu vực Trung Hoa | Hạm đội khu vực Trung Hoa | Hạm đội khu vực Trung Hoa |  |  | Hạm đội 3 | Hạm đội 3 | Hạm đội 3 | Hạm đội 3 | Hạm đội 3 | Hạm đội 3 |
|                                            |                                            |                                            |                                            |                                            |                                            |  |  |                           |                           |                           |                           |                           |                           |  |  | Hạm đội 4 |           |           |           |           |           |
|                                            |                                            |                                            |                                            |                                            |                                            |  |  |                           |                           |                           |                           |                           |                           |  |  |           |           |           |           |           |           |

- Ngày 10 tháng 12 năm 1941 (Chiến tranh Thái Bình Dương)

| Bộ Tổng tham mưu Hải quân Đế quốc Nhật Bản | Bộ Tổng tham mưu Hải quân Đế quốc Nhật Bản | Bộ Tổng tham mưu Hải quân Đế quốc Nhật Bản | Bộ Tổng tham mưu Hải quân Đế quốc Nhật Bản | Bộ Tổng tham mưu Hải quân Đế quốc Nhật Bản | Bộ Tổng tham mưu Hải quân Đế quốc Nhật Bản |  |  | Hạm đội Liên hợp          | Hạm đội Liên hợp          | Hạm đội Liên hợp          | Hạm đội Liên hợp          | Hạm đội Liên hợp          | Hạm đội Liên hợp          |  |  | Hạm đội 1                      | Hạm đội 1                      | Hạm đội 1                      | Hạm đội 1                      | Hạm đội 1                      | Hạm đội 1                      |
| Bộ Tổng tham mưu Hải quân Đế quốc Nhật Bản | Bộ Tổng tham mưu Hải quân Đế quốc Nhật Bản | Bộ Tổng tham mưu Hải quân Đế quốc Nhật Bản | Bộ Tổng tham mưu Hải quân Đế quốc Nhật Bản | Bộ Tổng tham mưu Hải quân Đế quốc Nhật Bản | Bộ Tổng tham mưu Hải quân Đế quốc Nhật Bản |  |  | Hạm đội Liên hợp          | Hạm đội Liên hợp          | Hạm đội Liên hợp          | Hạm đội Liên hợp          | Hạm đội Liên hợp          | Hạm đội Liên hợp          |  |  | Hạm đội 1                      | Hạm đội 1                      | Hạm đội 1                      | Hạm đội 1                      | Hạm đội 1                      | Hạm đội 1                      |
|                                            |                                            |                                            |                                            |                                            |                                            |  |  |                           |                           |                           |                           |                           |                           |  |  | Hạm đội 2                      |                                |                                |                                |                                |                                |
|                                            |                                            |                                            |                                            |                                            |                                            |  |  |                           |                           |                           |                           |                           |                           |  |  |                                |                                |                                |                                |                                |                                |
|                                            |                                            |                                            |                                            |                                            |                                            |  |  |                           |                           |                           |                           |                           |                           |  |  | Hạm đội 3                      |                                |                                |                                |                                |                                |
|                                            |                                            |                                            |                                            |                                            |                                            |  |  |                           |                           |                           |                           |                           |                           |  |  |                                |                                |                                |                                |                                |                                |
|                                            |                                            |                                            |                                            |                                            |                                            |  |  |                           |                           |                           |                           |                           |                           |  |  | Hạm đội 4                      |                                |                                |                                |                                |                                |
|                                            |                                            |                                            |                                            |                                            |                                            |  |  |                           |                           |                           |                           |                           |                           |  |  |                                |                                |                                |                                |                                |                                |
|                                            |                                            |                                            |                                            |                                            |                                            |  |  |                           |                           |                           |                           |                           |                           |  |  | Hạm đội 5                      |                                |                                |                                |                                |                                |
|                                            |                                            |                                            |                                            |                                            |                                            |  |  |                           |                           |                           |                           |                           |                           |  |  |                                |                                |                                |                                |                                |                                |
|                                            |                                            |                                            |                                            |                                            |                                            |  |  |                           |                           |                           |                           |                           |                           |  |  | Hạm đội 6                      |                                |                                |                                |                                |                                |
|                                            |                                            |                                            |                                            |                                            |                                            |  |  |                           |                           |                           |                           |                           |                           |  |  |                                |                                |                                |                                |                                |                                |
|                                            |                                            |                                            |                                            |                                            |                                            |  |  |                           |                           |                           |                           |                           |                           |  |  | Hàng không hạm đội 1           |                                |                                |                                |                                |                                |
|                                            |                                            |                                            |                                            |                                            |                                            |  |  |                           |                           |                           |                           |                           |                           |  |  |                                |                                |                                |                                |                                |                                |
|                                            |                                            |                                            |                                            |                                            |                                            |  |  |                           |                           |                           |                           |                           |                           |  |  | Hàng không hạm đội 11          |                                |                                |                                |                                |                                |
|                                            |                                            |                                            |                                            |                                            |                                            |  |  |                           |                           |                           |                           |                           |                           |  |  |                                |                                |                                |                                |                                |                                |
|                                            |                                            |                                            |                                            |                                            |                                            |  |  |                           |                           |                           |                           |                           |                           |  |  | Hạm đội viễn trinh phương nam  |                                |                                |                                |                                |                                |
|                                            |                                            |                                            |                                            |                                            |                                            |  |  |                           |                           |                           |                           |                           |                           |  |  |                                |                                |                                |                                |                                |                                |
| Bộ Tổng tham mưu Đế quốc Nhật Bản          | Bộ Tổng tham mưu Đế quốc Nhật Bản          | Bộ Tổng tham mưu Đế quốc Nhật Bản          | Bộ Tổng tham mưu Đế quốc Nhật Bản          | Bộ Tổng tham mưu Đế quốc Nhật Bản          | Bộ Tổng tham mưu Đế quốc Nhật Bản          |  |  | Hạm đội khu vực Trung Hoa | Hạm đội khu vực Trung Hoa | Hạm đội khu vực Trung Hoa | Hạm đội khu vực Trung Hoa | Hạm đội khu vực Trung Hoa | Hạm đội khu vực Trung Hoa |  |  | Hạm đội viễn trinh Trung Hoa 1 | Hạm đội viễn trinh Trung Hoa 1 | Hạm đội viễn trinh Trung Hoa 1 | Hạm đội viễn trinh Trung Hoa 1 | Hạm đội viễn trinh Trung Hoa 1 | Hạm đội viễn trinh Trung Hoa 1 |
| Bộ Tổng tham mưu Đế quốc Nhật Bản          | Bộ Tổng tham mưu Đế quốc Nhật Bản          | Bộ Tổng tham mưu Đế quốc Nhật Bản          | Bộ Tổng tham mưu Đế quốc Nhật Bản          | Bộ Tổng tham mưu Đế quốc Nhật Bản          | Bộ Tổng tham mưu Đế quốc Nhật Bản          |  |  | Hạm đội khu vực Trung Hoa | Hạm đội khu vực Trung Hoa | Hạm đội khu vực Trung Hoa | Hạm đội khu vực Trung Hoa | Hạm đội khu vực Trung Hoa | Hạm đội khu vực Trung Hoa |  |  | Hạm đội viễn trinh Trung Hoa 1 | Hạm đội viễn trinh Trung Hoa 1 | Hạm đội viễn trinh Trung Hoa 1 | Hạm đội viễn trinh Trung Hoa 1 | Hạm đội viễn trinh Trung Hoa 1 | Hạm đội viễn trinh Trung Hoa 1 |
|                                            |                                            |                                            |                                            |                                            |                                            |  |  |                           |                           |                           |                           |                           |                           |  |  | Hạm đội viễn trinh Trung Hoa 2 |                                |                                |                                |                                |                                |
|                                            |                                            |                                            |                                            |                                            |                                            |  |  |                           |                           |                           |                           |                           |                           |  |  |                                |                                |                                |                                |                                |                                |
|                                            |                                            |                                            |                                            |                                            |                                            |  |  |                           |                           |                           |                           |                           |                           |  |  | Hạm đội viễn trinh Trung Hoa 3 |                                |                                |                                |                                |                                |
|                                            |                                            |                                            |                                            |                                            |                                            |  |  |                           |                           |                           |                           |                           |                           |  |  |                                |                                |                                |                                |                                |                                |

- Ngày 1 tháng 4 năm 1944 (trước trận chiến biển Philippines)

| Bộ Tổng tham mưu Hải quân Đế quốc Nhật Bản | Bộ Tổng tham mưu Hải quân Đế quốc Nhật Bản | Bộ Tổng tham mưu Hải quân Đế quốc Nhật Bản | Bộ Tổng tham mưu Hải quân Đế quốc Nhật Bản | Bộ Tổng tham mưu Hải quân Đế quốc Nhật Bản | Bộ Tổng tham mưu Hải quân Đế quốc Nhật Bản |  |  | Hạm đội Liên hợp          | Hạm đội Liên hợp          | Hạm đội Liên hợp          | Hạm đội Liên hợp          | Hạm đội Liên hợp          | Hạm đội Liên hợp          |  |  | Hạm đội 6                             | Hạm đội 6                             | Hạm đội 6                             | Hạm đội 6                             | Hạm đội 6                             | Hạm đội 6                             |  |  |                                 |                                 |                                 |                                 |                                 |                                 |
| Bộ Tổng tham mưu Hải quân Đế quốc Nhật Bản | Bộ Tổng tham mưu Hải quân Đế quốc Nhật Bản | Bộ Tổng tham mưu Hải quân Đế quốc Nhật Bản | Bộ Tổng tham mưu Hải quân Đế quốc Nhật Bản | Bộ Tổng tham mưu Hải quân Đế quốc Nhật Bản | Bộ Tổng tham mưu Hải quân Đế quốc Nhật Bản |  |  | Hạm đội Liên hợp          | Hạm đội Liên hợp          | Hạm đội Liên hợp          | Hạm đội Liên hợp          | Hạm đội Liên hợp          | Hạm đội Liên hợp          |  |  | Hạm đội 6                             | Hạm đội 6                             | Hạm đội 6                             | Hạm đội 6                             | Hạm đội 6                             | Hạm đội 6                             |  |  |                                 |                                 |                                 |                                 |                                 |                                 |
|                                            |                                            |                                            |                                            |                                            |                                            |  |  |                           |                           |                           |                           |                           |                           |  |  | Hàng không hạm đội 1                  |                                       |                                       |                                       |                                       |                                       |  |  |                                 |                                 |                                 |                                 |                                 |                                 |
|                                            |                                            |                                            |                                            |                                            |                                            |  |  |                           |                           |                           |                           |                           |                           |  |  |                                       |                                       |                                       |                                       |                                       |                                       |  |  |                                 |                                 |                                 |                                 |                                 |                                 |
|                                            |                                            |                                            |                                            |                                            |                                            |  |  |                           |                           |                           |                           |                           |                           |  |  | Hạm đội cơ động thứ nhất              | Hạm đội cơ động thứ nhất              | Hạm đội cơ động thứ nhất              | Hạm đội cơ động thứ nhất              | Hạm đội cơ động thứ nhất              | Hạm đội cơ động thứ nhất              |  |  | Hạm đội 2                       | Hạm đội 2                       | Hạm đội 2                       | Hạm đội 2                       | Hạm đội 2                       | Hạm đội 2                       |
|                                            |                                            |                                            |                                            |                                            |                                            |  |  |                           |                           |                           |                           |                           |                           |  |  | Hạm đội cơ động thứ nhất              | Hạm đội cơ động thứ nhất              | Hạm đội cơ động thứ nhất              | Hạm đội cơ động thứ nhất              | Hạm đội cơ động thứ nhất              | Hạm đội cơ động thứ nhất              |  |  | Hạm đội 2                       | Hạm đội 2                       | Hạm đội 2                       | Hạm đội 2                       | Hạm đội 2                       | Hạm đội 2                       |
|                                            |                                            |                                            |                                            |                                            |                                            |  |  |                           |                           |                           |                           |                           |                           |  |  |                                       |                                       |                                       |                                       |                                       |                                       |  |  | Hạm đội 3                       |                                 |                                 |                                 |                                 |                                 |
|                                            |                                            |                                            |                                            |                                            |                                            |  |  |                           |                           |                           |                           |                           |                           |  |  |                                       |                                       |                                       |                                       |                                       |                                       |  |  |                                 |                                 |                                 |                                 |                                 |                                 |
|                                            |                                            |                                            |                                            |                                            |                                            |  |  |                           |                           |                           |                           |                           |                           |  |  | Hạm đội khu vực Tây Nam               | Hạm đội khu vực Tây Nam               | Hạm đội khu vực Tây Nam               | Hạm đội khu vực Tây Nam               | Hạm đội khu vực Tây Nam               | Hạm đội khu vực Tây Nam               |  |  | Hạm đội viễn trinh phương nam 1 | Hạm đội viễn trinh phương nam 1 | Hạm đội viễn trinh phương nam 1 | Hạm đội viễn trinh phương nam 1 | Hạm đội viễn trinh phương nam 1 | Hạm đội viễn trinh phương nam 1 |
|                                            |                                            |                                            |                                            |                                            |                                            |  |  |                           |                           |                           |                           |                           |                           |  |  | Hạm đội khu vực Tây Nam               | Hạm đội khu vực Tây Nam               | Hạm đội khu vực Tây Nam               | Hạm đội khu vực Tây Nam               | Hạm đội khu vực Tây Nam               | Hạm đội khu vực Tây Nam               |  |  | Hạm đội viễn trinh phương nam 1 | Hạm đội viễn trinh phương nam 1 | Hạm đội viễn trinh phương nam 1 | Hạm đội viễn trinh phương nam 1 | Hạm đội viễn trinh phương nam 1 | Hạm đội viễn trinh phương nam 1 |
|                                            |                                            |                                            |                                            |                                            |                                            |  |  |                           |                           |                           |                           |                           |                           |  |  |                                       |                                       |                                       |                                       |                                       |                                       |  |  | Hạm đội viễn trinh phương nam 2 |                                 |                                 |                                 |                                 |                                 |
|                                            |                                            |                                            |                                            |                                            |                                            |  |  |                           |                           |                           |                           |                           |                           |  |  |                                       |                                       |                                       |                                       |                                       |                                       |  |  |                                 |                                 |                                 |                                 |                                 |                                 |
|                                            |                                            |                                            |                                            |                                            |                                            |  |  |                           |                           |                           |                           |                           |                           |  |  |                                       |                                       |                                       |                                       |                                       |                                       |  |  | Hạm đội viễn trinh phương nam 3 |                                 |                                 |                                 |                                 |                                 |
|                                            |                                            |                                            |                                            |                                            |                                            |  |  |                           |                           |                           |                           |                           |                           |  |  |                                       |                                       |                                       |                                       |                                       |                                       |  |  |                                 |                                 |                                 |                                 |                                 |                                 |
|                                            |                                            |                                            |                                            |                                            |                                            |  |  |                           |                           |                           |                           |                           |                           |  |  |                                       |                                       |                                       |                                       |                                       |                                       |  |  | Hạm đội viễn trinh phương nam 4 |                                 |                                 |                                 |                                 |                                 |
|                                            |                                            |                                            |                                            |                                            |                                            |  |  |                           |                           |                           |                           |                           |                           |  |  |                                       |                                       |                                       |                                       |                                       |                                       |  |  |                                 |                                 |                                 |                                 |                                 |                                 |
|                                            |                                            |                                            |                                            |                                            |                                            |  |  |                           |                           |                           |                           |                           |                           |  |  |                                       |                                       |                                       |                                       |                                       |                                       |  |  | Hạm đội 9                       |                                 |                                 |                                 |                                 |                                 |
|                                            |                                            |                                            |                                            |                                            |                                            |  |  |                           |                           |                           |                           |                           |                           |  |  |                                       |                                       |                                       |                                       |                                       |                                       |  |  |                                 |                                 |                                 |                                 |                                 |                                 |
|                                            |                                            |                                            |                                            |                                            |                                            |  |  |                           |                           |                           |                           |                           |                           |  |  |                                       |                                       |                                       |                                       |                                       |                                       |  |  | Hàng không hạm đội 13           |                                 |                                 |                                 |                                 |                                 |
|                                            |                                            |                                            |                                            |                                            |                                            |  |  |                           |                           |                           |                           |                           |                           |  |  |                                       |                                       |                                       |                                       |                                       |                                       |  |  |                                 |                                 |                                 |                                 |                                 |                                 |
|                                            |                                            |                                            |                                            |                                            |                                            |  |  |                           |                           |                           |                           |                           |                           |  |  | Hạm đội khu vực Đông Nam              | Hạm đội khu vực Đông Nam              | Hạm đội khu vực Đông Nam              | Hạm đội khu vực Đông Nam              | Hạm đội khu vực Đông Nam              | Hạm đội khu vực Đông Nam              |  |  | Hạm đội 8                       | Hạm đội 8                       | Hạm đội 8                       | Hạm đội 8                       | Hạm đội 8                       | Hạm đội 8                       |
|                                            |                                            |                                            |                                            |                                            |                                            |  |  |                           |                           |                           |                           |                           |                           |  |  | Hạm đội khu vực Đông Nam              | Hạm đội khu vực Đông Nam              | Hạm đội khu vực Đông Nam              | Hạm đội khu vực Đông Nam              | Hạm đội khu vực Đông Nam              | Hạm đội khu vực Đông Nam              |  |  | Hạm đội 8                       | Hạm đội 8                       | Hạm đội 8                       | Hạm đội 8                       | Hạm đội 8                       | Hạm đội 8                       |
|                                            |                                            |                                            |                                            |                                            |                                            |  |  |                           |                           |                           |                           |                           |                           |  |  |                                       |                                       |                                       |                                       |                                       |                                       |  |  | Hàng không hạm đội 11           |                                 |                                 |                                 |                                 |                                 |
|                                            |                                            |                                            |                                            |                                            |                                            |  |  |                           |                           |                           |                           |                           |                           |  |  |                                       |                                       |                                       |                                       |                                       |                                       |  |  |                                 |                                 |                                 |                                 |                                 |                                 |
|                                            |                                            |                                            |                                            |                                            |                                            |  |  |                           |                           |                           |                           |                           |                           |  |  | Hạm đội khu vực Đông Bắc              | Hạm đội khu vực Đông Bắc              | Hạm đội khu vực Đông Bắc              | Hạm đội khu vực Đông Bắc              | Hạm đội khu vực Đông Bắc              | Hạm đội khu vực Đông Bắc              |  |  | Hạm đội 5                       | Hạm đội 5                       | Hạm đội 5                       | Hạm đội 5                       | Hạm đội 5                       | Hạm đội 5                       |
|                                            |                                            |                                            |                                            |                                            |                                            |  |  |                           |                           |                           |                           |                           |                           |  |  | Hạm đội khu vực Đông Bắc              | Hạm đội khu vực Đông Bắc              | Hạm đội khu vực Đông Bắc              | Hạm đội khu vực Đông Bắc              | Hạm đội khu vực Đông Bắc              | Hạm đội khu vực Đông Bắc              |  |  | Hạm đội 5                       | Hạm đội 5                       | Hạm đội 5                       | Hạm đội 5                       | Hạm đội 5                       | Hạm đội 5                       |
|                                            |                                            |                                            |                                            |                                            |                                            |  |  |                           |                           |                           |                           |                           |                           |  |  |                                       |                                       |                                       |                                       |                                       |                                       |  |  | Hàng không hạm đội 12           |                                 |                                 |                                 |                                 |                                 |
|                                            |                                            |                                            |                                            |                                            |                                            |  |  |                           |                           |                           |                           |                           |                           |  |  |                                       |                                       |                                       |                                       |                                       |                                       |  |  |                                 |                                 |                                 |                                 |                                 |                                 |
|                                            |                                            |                                            |                                            |                                            |                                            |  |  |                           |                           |                           |                           |                           |                           |  |  | Hạm đội khu vực Trung Thái Bình Dương | Hạm đội khu vực Trung Thái Bình Dương | Hạm đội khu vực Trung Thái Bình Dương | Hạm đội khu vực Trung Thái Bình Dương | Hạm đội khu vực Trung Thái Bình Dương | Hạm đội khu vực Trung Thái Bình Dương |  |  | Hạm đội 4                       | Hạm đội 4                       | Hạm đội 4                       | Hạm đội 4                       | Hạm đội 4                       | Hạm đội 4                       |
|                                            |                                            |                                            |                                            |                                            |                                            |  |  |                           |                           |                           |                           |                           |                           |  |  | Hạm đội khu vực Trung Thái Bình Dương | Hạm đội khu vực Trung Thái Bình Dương | Hạm đội khu vực Trung Thái Bình Dương | Hạm đội khu vực Trung Thái Bình Dương | Hạm đội khu vực Trung Thái Bình Dương | Hạm đội khu vực Trung Thái Bình Dương |  |  | Hạm đội 4                       | Hạm đội 4                       | Hạm đội 4                       | Hạm đội 4                       | Hạm đội 4                       | Hạm đội 4                       |
|                                            |                                            |                                            |                                            |                                            |                                            |  |  |                           |                           |                           |                           |                           |                           |  |  |                                       |                                       |                                       |                                       |                                       |                                       |  |  | Hàng không hạm đội 14           |                                 |                                 |                                 |                                 |                                 |
|                                            |                                            |                                            |                                            |                                            |                                            |  |  |                           |                           |                           |                           |                           |                           |  |  |                                       |                                       |                                       |                                       |                                       |                                       |  |  |                                 |                                 |                                 |                                 |                                 |                                 |
|                                            |                                            |                                            |                                            |                                            |                                            |  |  | Hải đội hộ tống hàng hải  |                           |                           |                           |                           |                           |  |  |                                       |                                       |                                       |                                       |                                       |                                       |  |  |                                 |                                 |                                 |                                 |                                 |                                 |
|                                            |                                            |                                            |                                            |                                            |                                            |  |  |                           |                           |                           |                           |                           |                           |  |  |                                       |                                       |                                       |                                       |                                       |                                       |  |  |                                 |                                 |                                 |                                 |                                 |                                 |
| Bộ Tổng tham mưu Đế quốc Nhật Bản          | Bộ Tổng tham mưu Đế quốc Nhật Bản          | Bộ Tổng tham mưu Đế quốc Nhật Bản          | Bộ Tổng tham mưu Đế quốc Nhật Bản          | Bộ Tổng tham mưu Đế quốc Nhật Bản          | Bộ Tổng tham mưu Đế quốc Nhật Bản          |  |  | Hạm đội khu vực Trung Hoa | Hạm đội khu vực Trung Hoa | Hạm đội khu vực Trung Hoa | Hạm đội khu vực Trung Hoa | Hạm đội khu vực Trung Hoa | Hạm đội khu vực Trung Hoa |  |  | Hạm đội viễn trinh Trung Hoa 2        | Hạm đội viễn trinh Trung Hoa 2        | Hạm đội viễn trinh Trung Hoa 2        | Hạm đội viễn trinh Trung Hoa 2        | Hạm đội viễn trinh Trung Hoa 2        | Hạm đội viễn trinh Trung Hoa 2        |  |  |                                 |                                 |                                 |                                 |                                 |                                 |
| Bộ Tổng tham mưu Đế quốc Nhật Bản          | Bộ Tổng tham mưu Đế quốc Nhật Bản          | Bộ Tổng tham mưu Đế quốc Nhật Bản          | Bộ Tổng tham mưu Đế quốc Nhật Bản          | Bộ Tổng tham mưu Đế quốc Nhật Bản          | Bộ Tổng tham mưu Đế quốc Nhật Bản          |  |  | Hạm đội khu vực Trung Hoa | Hạm đội khu vực Trung Hoa | Hạm đội khu vực Trung Hoa | Hạm đội khu vực Trung Hoa | Hạm đội khu vực Trung Hoa | Hạm đội khu vực Trung Hoa |  |  | Hạm đội viễn trinh Trung Hoa 2        | Hạm đội viễn trinh Trung Hoa 2        | Hạm đội viễn trinh Trung Hoa 2        | Hạm đội viễn trinh Trung Hoa 2        | Hạm đội viễn trinh Trung Hoa 2        | Hạm đội viễn trinh Trung Hoa 2        |  |  |                                 |                                 |                                 |                                 |                                 |                                 |

- Ngày 29 tháng 5 năm 1945 (sau Chiến dịch Ten-Go)

| Bộ Tổng tham mưu Đế quốc Nhật Bản | Bộ Tổng tham mưu Đế quốc Nhật Bản | Bộ Tổng tham mưu Đế quốc Nhật Bản | Bộ Tổng tham mưu Đế quốc Nhật Bản | Bộ Tổng tham mưu Đế quốc Nhật Bản | Bộ Tổng tham mưu Đế quốc Nhật Bản |  |  | Tổng tham mưu hải quân   | Tổng tham mưu hải quân   | Tổng tham mưu hải quân   | Tổng tham mưu hải quân   | Tổng tham mưu hải quân   | Tổng tham mưu hải quân   |  |  | Hạm đội Liên hợp                | Hạm đội Liên hợp                | Hạm đội Liên hợp                | Hạm đội Liên hợp                | Hạm đội Liên hợp                | Hạm đội Liên hợp                |  |  | Hạm đội 4                      | Hạm đội 4                      | Hạm đội 4                      | Hạm đội 4                      | Hạm đội 4                      | Hạm đội 4                      |  |  |                                 |                                 |                                 |                                 |                                 |                                 |
| Bộ Tổng tham mưu Đế quốc Nhật Bản | Bộ Tổng tham mưu Đế quốc Nhật Bản | Bộ Tổng tham mưu Đế quốc Nhật Bản | Bộ Tổng tham mưu Đế quốc Nhật Bản | Bộ Tổng tham mưu Đế quốc Nhật Bản | Bộ Tổng tham mưu Đế quốc Nhật Bản |  |  | Tổng tham mưu hải quân   | Tổng tham mưu hải quân   | Tổng tham mưu hải quân   | Tổng tham mưu hải quân   | Tổng tham mưu hải quân   | Tổng tham mưu hải quân   |  |  | Hạm đội Liên hợp                | Hạm đội Liên hợp                | Hạm đội Liên hợp                | Hạm đội Liên hợp                | Hạm đội Liên hợp                | Hạm đội Liên hợp                |  |  | Hạm đội 4                      | Hạm đội 4                      | Hạm đội 4                      | Hạm đội 4                      | Hạm đội 4                      | Hạm đội 4                      |  |  |                                 |                                 |                                 |                                 |                                 |                                 |
|                                   |                                   |                                   |                                   |                                   |                                   |  |  |                          |                          |                          |                          |                          |                          |  |  |                                 |                                 |                                 |                                 |                                 |                                 |  |  | Hạm đội 6                      |                                |                                |                                |                                |                                |  |  |                                 |                                 |                                 |                                 |                                 |                                 |
|                                   |                                   |                                   |                                   |                                   |                                   |  |  |                          |                          |                          |                          |                          |                          |  |  |                                 |                                 |                                 |                                 |                                 |                                 |  |  |                                |                                |                                |                                |                                |                                |  |  |                                 |                                 |                                 |                                 |                                 |                                 |
|                                   |                                   |                                   |                                   |                                   |                                   |  |  |                          |                          |                          |                          |                          |                          |  |  |                                 |                                 |                                 |                                 |                                 |                                 |  |  | Hạm đội 7                      |                                |                                |                                |                                |                                |  |  |                                 |                                 |                                 |                                 |                                 |                                 |
|                                   |                                   |                                   |                                   |                                   |                                   |  |  |                          |                          |                          |                          |                          |                          |  |  |                                 |                                 |                                 |                                 |                                 |                                 |  |  |                                |                                |                                |                                |                                |                                |  |  |                                 |                                 |                                 |                                 |                                 |                                 |
|                                   |                                   |                                   |                                   |                                   |                                   |  |  |                          |                          |                          |                          |                          |                          |  |  |                                 |                                 |                                 |                                 |                                 |                                 |  |  | Hàng không hạm đội 1           |                                |                                |                                |                                |                                |  |  |                                 |                                 |                                 |                                 |                                 |                                 |
|                                   |                                   |                                   |                                   |                                   |                                   |  |  |                          |                          |                          |                          |                          |                          |  |  |                                 |                                 |                                 |                                 |                                 |                                 |  |  |                                |                                |                                |                                |                                |                                |  |  |                                 |                                 |                                 |                                 |                                 |                                 |
|                                   |                                   |                                   |                                   |                                   |                                   |  |  |                          |                          |                          |                          |                          |                          |  |  |                                 |                                 |                                 |                                 |                                 |                                 |  |  | Hàng không hạm đội 3           |                                |                                |                                |                                |                                |  |  |                                 |                                 |                                 |                                 |                                 |                                 |
|                                   |                                   |                                   |                                   |                                   |                                   |  |  |                          |                          |                          |                          |                          |                          |  |  |                                 |                                 |                                 |                                 |                                 |                                 |  |  |                                |                                |                                |                                |                                |                                |  |  |                                 |                                 |                                 |                                 |                                 |                                 |
|                                   |                                   |                                   |                                   |                                   |                                   |  |  |                          |                          |                          |                          |                          |                          |  |  |                                 |                                 |                                 |                                 |                                 |                                 |  |  | Hàng không hạm đội 5           |                                |                                |                                |                                |                                |  |  |                                 |                                 |                                 |                                 |                                 |                                 |
|                                   |                                   |                                   |                                   |                                   |                                   |  |  |                          |                          |                          |                          |                          |                          |  |  |                                 |                                 |                                 |                                 |                                 |                                 |  |  |                                |                                |                                |                                |                                |                                |  |  |                                 |                                 |                                 |                                 |                                 |                                 |
|                                   |                                   |                                   |                                   |                                   |                                   |  |  |                          |                          |                          |                          |                          |                          |  |  |                                 |                                 |                                 |                                 |                                 |                                 |  |  | Hàng không hạm đội 10          |                                |                                |                                |                                |                                |  |  |                                 |                                 |                                 |                                 |                                 |                                 |
|                                   |                                   |                                   |                                   |                                   |                                   |  |  |                          |                          |                          |                          |                          |                          |  |  |                                 |                                 |                                 |                                 |                                 |                                 |  |  |                                |                                |                                |                                |                                |                                |  |  |                                 |                                 |                                 |                                 |                                 |                                 |
|                                   |                                   |                                   |                                   |                                   |                                   |  |  |                          |                          |                          |                          |                          |                          |  |  |                                 |                                 |                                 |                                 |                                 |                                 |  |  | Hàng không hạm đội 12          |                                |                                |                                |                                |                                |  |  |                                 |                                 |                                 |                                 |                                 |                                 |
|                                   |                                   |                                   |                                   |                                   |                                   |  |  |                          |                          |                          |                          |                          |                          |  |  |                                 |                                 |                                 |                                 |                                 |                                 |  |  |                                |                                |                                |                                |                                |                                |  |  |                                 |                                 |                                 |                                 |                                 |                                 |
|                                   |                                   |                                   |                                   |                                   |                                   |  |  |                          |                          |                          |                          |                          |                          |  |  |                                 |                                 |                                 |                                 |                                 |                                 |  |  | Hạm đội khu vực thứ mười       | Hạm đội khu vực thứ mười       | Hạm đội khu vực thứ mười       | Hạm đội khu vực thứ mười       | Hạm đội khu vực thứ mười       | Hạm đội khu vực thứ mười       |  |  | Hạm đội viễn trinh phương nam 1 | Hạm đội viễn trinh phương nam 1 | Hạm đội viễn trinh phương nam 1 | Hạm đội viễn trinh phương nam 1 | Hạm đội viễn trinh phương nam 1 | Hạm đội viễn trinh phương nam 1 |
|                                   |                                   |                                   |                                   |                                   |                                   |  |  |                          |                          |                          |                          |                          |                          |  |  |                                 |                                 |                                 |                                 |                                 |                                 |  |  | Hạm đội khu vực thứ mười       | Hạm đội khu vực thứ mười       | Hạm đội khu vực thứ mười       | Hạm đội khu vực thứ mười       | Hạm đội khu vực thứ mười       | Hạm đội khu vực thứ mười       |  |  | Hạm đội viễn trinh phương nam 1 | Hạm đội viễn trinh phương nam 1 | Hạm đội viễn trinh phương nam 1 | Hạm đội viễn trinh phương nam 1 | Hạm đội viễn trinh phương nam 1 | Hạm đội viễn trinh phương nam 1 |
|                                   |                                   |                                   |                                   |                                   |                                   |  |  |                          |                          |                          |                          |                          |                          |  |  |                                 |                                 |                                 |                                 |                                 |                                 |  |  |                                |                                |                                |                                |                                |                                |  |  | Hạm đội viễn trinh phương nam 2 |                                 |                                 |                                 |                                 |                                 |
|                                   |                                   |                                   |                                   |                                   |                                   |  |  |                          |                          |                          |                          |                          |                          |  |  |                                 |                                 |                                 |                                 |                                 |                                 |  |  |                                |                                |                                |                                |                                |                                |  |  |                                 |                                 |                                 |                                 |                                 |                                 |
|                                   |                                   |                                   |                                   |                                   |                                   |  |  |                          |                          |                          |                          |                          |                          |  |  |                                 |                                 |                                 |                                 |                                 |                                 |  |  |                                |                                |                                |                                |                                |                                |  |  | Hàng không hạm đội 13           |                                 |                                 |                                 |                                 |                                 |
|                                   |                                   |                                   |                                   |                                   |                                   |  |  |                          |                          |                          |                          |                          |                          |  |  |                                 |                                 |                                 |                                 |                                 |                                 |  |  |                                |                                |                                |                                |                                |                                |  |  |                                 |                                 |                                 |                                 |                                 |                                 |
|                                   |                                   |                                   |                                   |                                   |                                   |  |  |                          |                          |                          |                          |                          |                          |  |  | Hạm đội khu vực Trung Hoa       | Hạm đội khu vực Trung Hoa       | Hạm đội khu vực Trung Hoa       | Hạm đội khu vực Trung Hoa       | Hạm đội khu vực Trung Hoa       | Hạm đội khu vực Trung Hoa       |  |  | Hạm đội viễn trinh Trung Hoa 2 | Hạm đội viễn trinh Trung Hoa 2 | Hạm đội viễn trinh Trung Hoa 2 | Hạm đội viễn trinh Trung Hoa 2 | Hạm đội viễn trinh Trung Hoa 2 | Hạm đội viễn trinh Trung Hoa 2 |  |  |                                 |                                 |                                 |                                 |                                 |                                 |
|                                   |                                   |                                   |                                   |                                   |                                   |  |  |                          |                          |                          |                          |                          |                          |  |  | Hạm đội khu vực Trung Hoa       | Hạm đội khu vực Trung Hoa       | Hạm đội khu vực Trung Hoa       | Hạm đội khu vực Trung Hoa       | Hạm đội khu vực Trung Hoa       | Hạm đội khu vực Trung Hoa       |  |  | Hạm đội viễn trinh Trung Hoa 2 | Hạm đội viễn trinh Trung Hoa 2 | Hạm đội viễn trinh Trung Hoa 2 | Hạm đội viễn trinh Trung Hoa 2 | Hạm đội viễn trinh Trung Hoa 2 | Hạm đội viễn trinh Trung Hoa 2 |  |  |                                 |                                 |                                 |                                 |                                 |                                 |
|                                   |                                   |                                   |                                   |                                   |                                   |  |  |                          |                          |                          |                          |                          |                          |  |  | Hải đội hộ tống hàng hải        | Hải đội hộ tống hàng hải        | Hải đội hộ tống hàng hải        | Hải đội hộ tống hàng hải        | Hải đội hộ tống hàng hải        | Hải đội hộ tống hàng hải        |  |  | Hạm đội hộ tống 1              | Hạm đội hộ tống 1              | Hạm đội hộ tống 1              | Hạm đội hộ tống 1              | Hạm đội hộ tống 1              | Hạm đội hộ tống 1              |  |  |                                 |                                 |                                 |                                 |                                 |                                 |
|                                   |                                   |                                   |                                   |                                   |                                   |  |  |                          |                          |                          |                          |                          |                          |  |  | Hải đội hộ tống hàng hải        | Hải đội hộ tống hàng hải        | Hải đội hộ tống hàng hải        | Hải đội hộ tống hàng hải        | Hải đội hộ tống hàng hải        | Hải đội hộ tống hàng hải        |  |  | Hạm đội hộ tống 1              | Hạm đội hộ tống 1              | Hạm đội hộ tống 1              | Hạm đội hộ tống 1              | Hạm đội hộ tống 1              | Hạm đội hộ tống 1              |  |  |                                 |                                 |                                 |                                 |                                 |                                 |
|                                   |                                   |                                   |                                   |                                   |                                   |  |  | Hạm đội khu vực Tây Nam  | Hạm đội khu vực Tây Nam  | Hạm đội khu vực Tây Nam  | Hạm đội khu vực Tây Nam  | Hạm đội khu vực Tây Nam  | Hạm đội khu vực Tây Nam  |  |  | Hạm đội viễn trinh phương nam 3 | Hạm đội viễn trinh phương nam 3 | Hạm đội viễn trinh phương nam 3 | Hạm đội viễn trinh phương nam 3 | Hạm đội viễn trinh phương nam 3 | Hạm đội viễn trinh phương nam 3 |  |  |                                |                                |                                |                                |                                |                                |  |  |                                 |                                 |                                 |                                 |                                 |                                 |
|                                   |                                   |                                   |                                   |                                   |                                   |  |  | Hạm đội khu vực Tây Nam  | Hạm đội khu vực Tây Nam  | Hạm đội khu vực Tây Nam  | Hạm đội khu vực Tây Nam  | Hạm đội khu vực Tây Nam  | Hạm đội khu vực Tây Nam  |  |  | Hạm đội viễn trinh phương nam 3 | Hạm đội viễn trinh phương nam 3 | Hạm đội viễn trinh phương nam 3 | Hạm đội viễn trinh phương nam 3 | Hạm đội viễn trinh phương nam 3 | Hạm đội viễn trinh phương nam 3 |  |  |                                |                                |                                |                                |                                |                                |  |  |                                 |                                 |                                 |                                 |                                 |                                 |
|                                   |                                   |                                   |                                   |                                   |                                   |  |  | Hạm đội khu vực Đông Nam | Hạm đội khu vực Đông Nam | Hạm đội khu vực Đông Nam | Hạm đội khu vực Đông Nam | Hạm đội khu vực Đông Nam | Hạm đội khu vực Đông Nam |  |  | Hạm đội 8                       | Hạm đội 8                       | Hạm đội 8                       | Hạm đội 8                       | Hạm đội 8                       | Hạm đội 8                       |  |  |                                |                                |                                |                                |                                |                                |  |  |                                 |                                 |                                 |                                 |                                 |                                 |
|                                   |                                   |                                   |                                   |                                   |                                   |  |  | Hạm đội khu vực Đông Nam | Hạm đội khu vực Đông Nam | Hạm đội khu vực Đông Nam | Hạm đội khu vực Đông Nam | Hạm đội khu vực Đông Nam | Hạm đội khu vực Đông Nam |  |  | Hạm đội 8                       | Hạm đội 8                       | Hạm đội 8                       | Hạm đội 8                       | Hạm đội 8                       | Hạm đội 8                       |  |  |                                |                                |                                |                                |                                |                                |  |  |                                 |                                 |                                 |                                 |                                 |                                 |
|                                   |                                   |                                   |                                   |                                   |                                   |  |  |                          |                          |                          |                          |                          |                          |  |  | Hàng không hạm đội 11           |                                 |                                 |                                 |                                 |                                 |  |  |                                |                                |                                |                                |                                |                                |  |  |                                 |                                 |                                 |                                 |                                 |                                 |
|                                   |                                   |                                   |                                   |                                   |                                   |  |  |                          |                          |                          |                          |                          |                          |  |  |                                 |                                 |                                 |                                 |                                 |                                 |  |  |                                |                                |                                |                                |                                |                                |  |  |                                 |                                 |                                 |                                 |                                 |                                 |